# Nauru aux Jeux olympiques d'été de 2020
Nauru participe aux Jeux olympiques d'été de 2020 à Tokyo au Japon. Il s'agit de sa 7e participation à des Jeux d'été.

## Athlètes engagés
| Sport         | Hommes | Femmes | Total |
| ------------- | ------ | ------ | ----- |
| Athlétisme    | 1      | 0      | 1     |
| Haltérophilie | 0      | 1      | 1     |
| Total         | 1      | 1      | 2     |

## Résultats

### Athlétisme

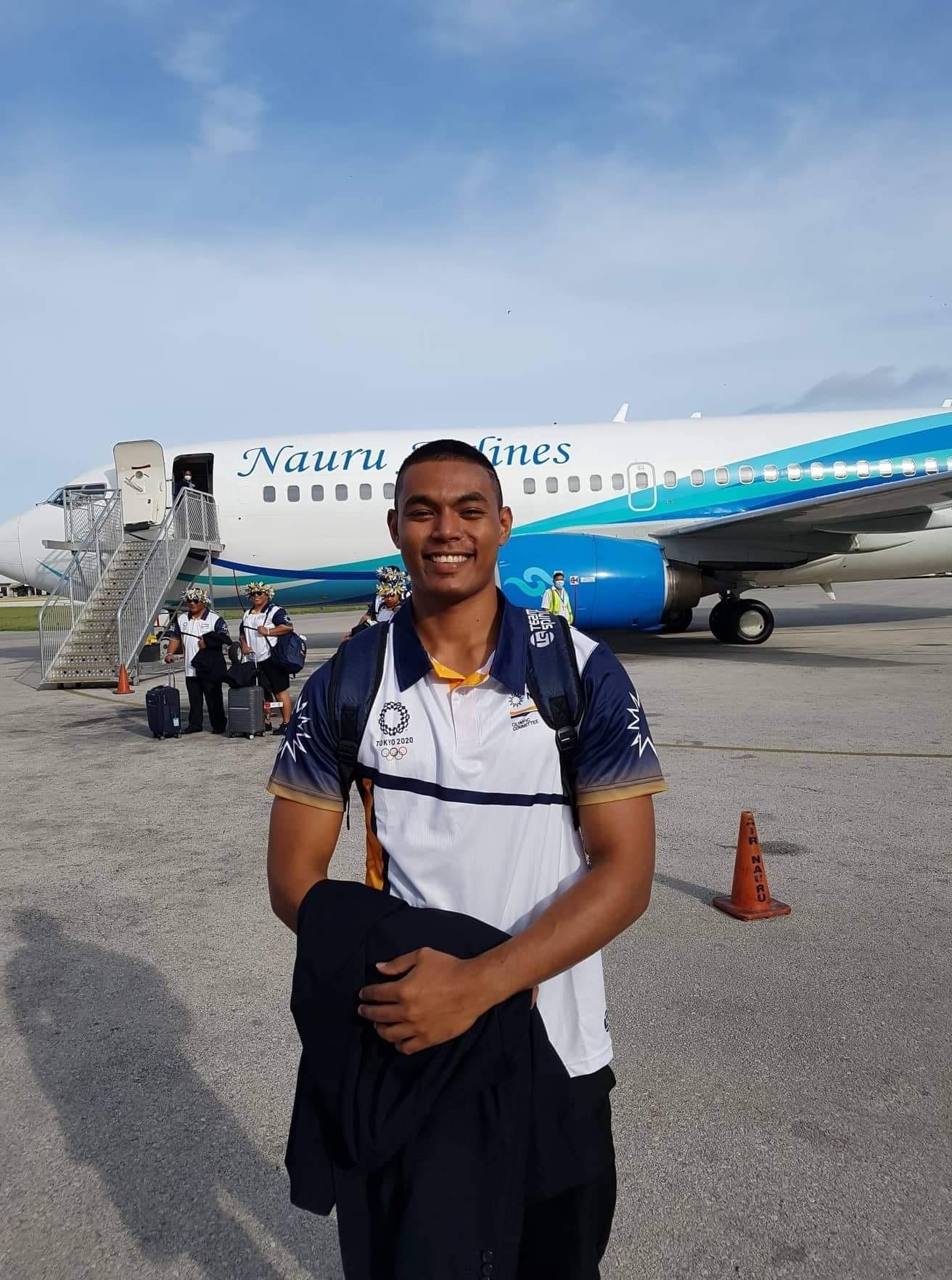
Jonah Harris s'apprêtant à s'envoler pour les Jeux olympiques de Tokyo à bord d'un vol spécial affrété par le CIO

Nauru bénéficie d'une places attribuées au nom de l'universalité des Jeux. Jonah Harris dispute le 100 mètres masculin.
| Athlète      | Épreuve        | Tour préliminaire | Tour préliminaire | 1er tour | 1er tour | Demi-finale | Demi-finale | Finale  | Finale  |
| Athlète      | Épreuve        | Temps             | Rang              | Temps    | Rang     | Temps       | Rang        | Temps   | Rang    |
| ------------ | -------------- | ----------------- | ----------------- | -------- | -------- | ----------- | ----------- | ------- | ------- |
| Jonah Harris | 100 m masculin | 11 s 1            | 5e                | Éliminé  | Éliminé  | Éliminé     | Éliminé     | Éliminé | Éliminé |

### Haltérophilie
Nancy Genzel Abouké obtient une invitation tri-partite de la part de la IWF attribuée à la zone Océanie.
| Athlète             | Compétition           | Arraché  | Arraché | Épaulé-jeté | Épaulé-jeté | Total  | Rang |
| Athlète             | Compétition           | Résultat | Rang    | Résultat    | Rang        | Total  | Rang |
| ------------------- | --------------------- | -------- | ------- | ----------- | ----------- | ------ | ---- |
| Nancy Genzel Abouké | Moins de 76 kg femmes | 90 kg    | 13e     | 113 kg      | 10e         | 203 kg | 10e  |